# Авраменко Володимир Петрович
Володимир Петрович Авраменко (14 листопада 1932 року — 11 вересня 2016 року) — радянський і український художник-графік. Член Спілки художників СРСР (1967), член Спілки художників України (1979).

## Біографія
Авраменко Володимир Петрович нродився 14 листопада 1932 року в селі Федорівка Карлівського району (нині Полтавської області) Української РСР.
У 1948 році вступив у Харківське державне художнє училище і 1953 році його закінчив. Викладач Л. Шматько. У 1957 році вступив і в 1963 році закінчив графічний факультет Інституту живопису, скульптури та архітектури імені Іллі Рєпіна по майстерні професора Олексія Пахомова.
У 1963-1979 роках Авраменко викладав на художньо-графічному факультеті Чуваського державного педагогічного інституту. З 1964 року був позаштатним художником видавництва «Чувашкнігоіздат» (Чебоксари), потім видавництва «Промінь» (Дніпропетровськ).
У 1979 році став  організатором новоствореного художньо-графічного факультету Криворізького державного педагогічного інституту. З 1979 року - старший викладач, в 1989-1993 роках - завідувач кафедрою образотворчого мистецтва , доцент.
Член Спілки художників СРСР з 1967 року і член Спілки художників Української РСР  з 1979 року.
Жив у Кривому Розі в будинку на вулиці Корнійчука № 12, квартира 12. Помер в Кривому Розі 11 вересня 2016 рок.

## Творча спадщина
Основні твори: «Ризька вулиця» (1960), серії ліногравюр за мотивами «Кобзаря» Т. Г. Шевченка (1963), «Фатальні сорокові» (1966), «Жовтень» (1969), «Сільські будні» (1974), оформлення книг «Бабусині казки» В. Чаплін (1963), «Крилатий ескадрон» В. Бурнаевского (1966), «Білий орел» Х. Муратова (1967), «Ми теж солдати» Г. Луча (1971), «Я знайду тебе, Сільва ... »Л. Маяксем (1971),« Три тижні спокою »М. Прілежаєвой (1972),« стук-стук - зруб зрубали »В. Канюкова (1976),« Качине озеро »Ю. вірьял (1978 ), ілюстрації до книги «Качина озеро» Ю. вірьял (1978), «Троїце-Сергіївська лавра» (1997), «Більш рікою» (1998).
З 1958 року бере участь у виставках. Учасник Всеукраїнських (1967, 1971, 1979), зональних виставок «Велика Волга» (1964, 1967, 1970, 1975). Персональні виставки в 1972 (Чебоксари), 1982 (Кривий Ріг) , 1992, 2002 і 2012 (Кривий Ріг) роках.
Володимир Авраменко — автор методичних посібників з оформлення та ілюстрування книги, малюнка, живопису, ліногравюри.

## Відзнаки
- Диплом Міністерства освіти РРФСР (1979).